# 苏罗帕蒂公园
苏罗帕蒂公园（英语：Taman Suropati）是印尼雅加达的一个公园，建于1920年。公园位于门滕（Menteng）的高档住宅区，被许多巨树遮挡。公园得名于巴厘岛叛军苏罗帕蒂。公园内坐落着来自东南亚国家联盟原有六个成员国的艺术家的雕像作品。这些雕像象征着友谊、和平、和谐和博爱。街头艺人在公园边上出售他们的作品。

## 雕像

各国雕像作品
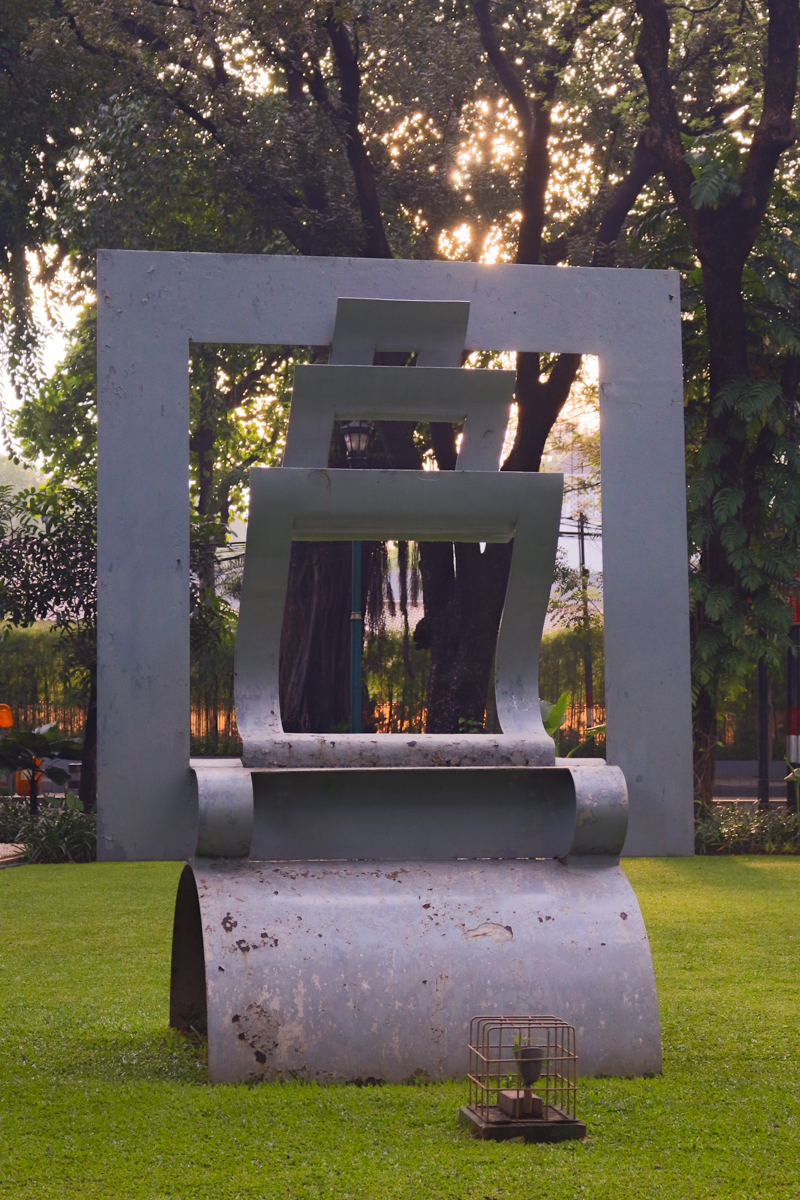
马来西亚艺术家作品
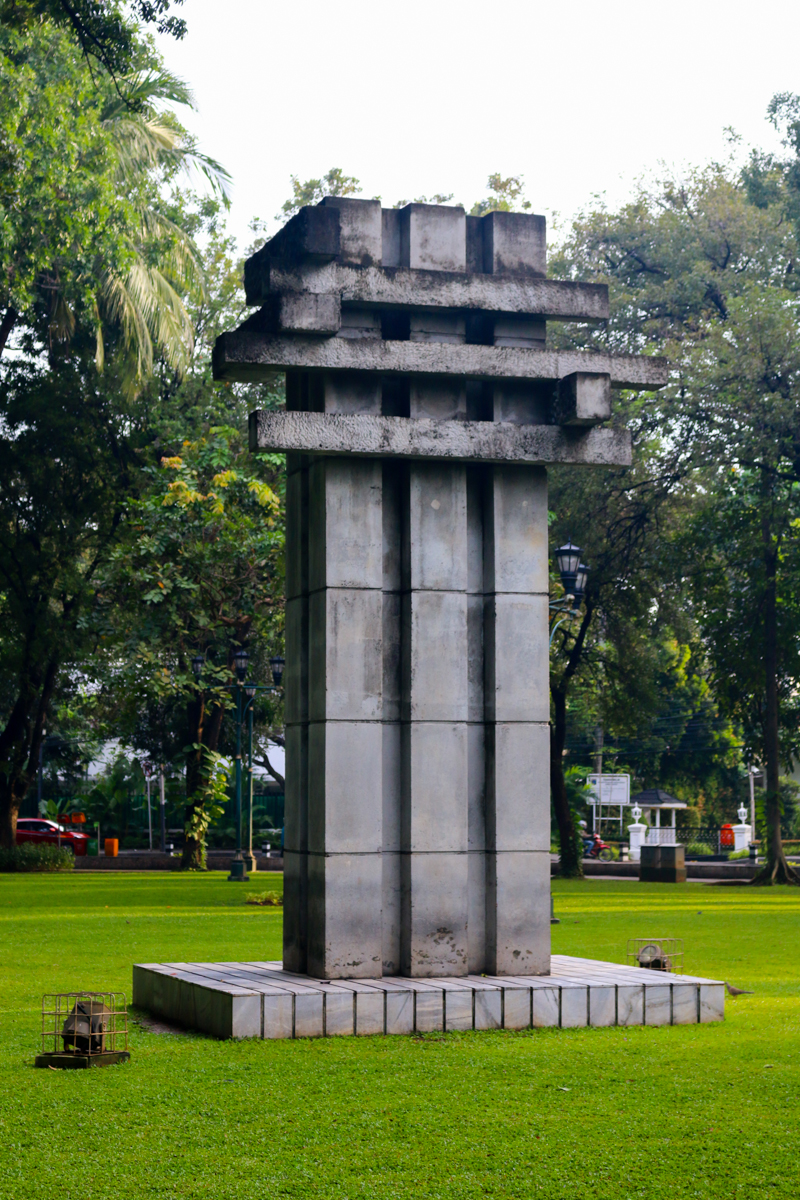
新加坡艺术家作品
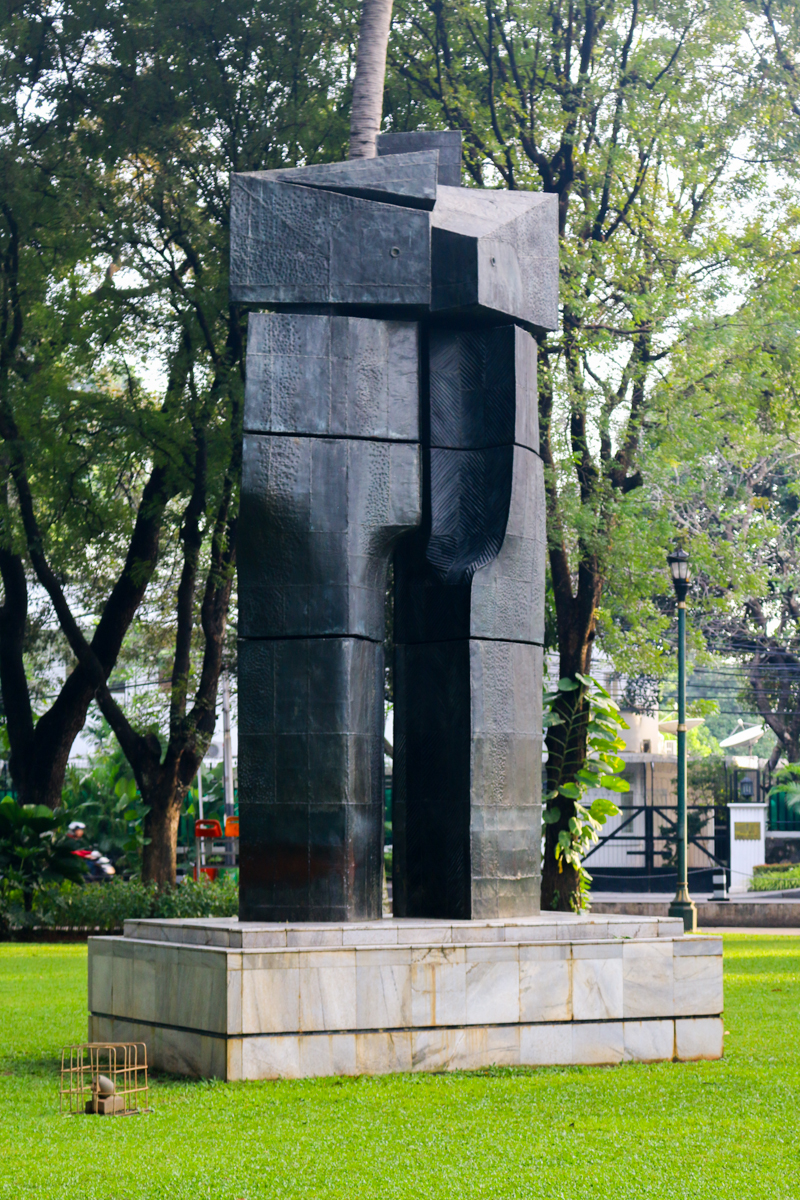
印尼艺术家作品
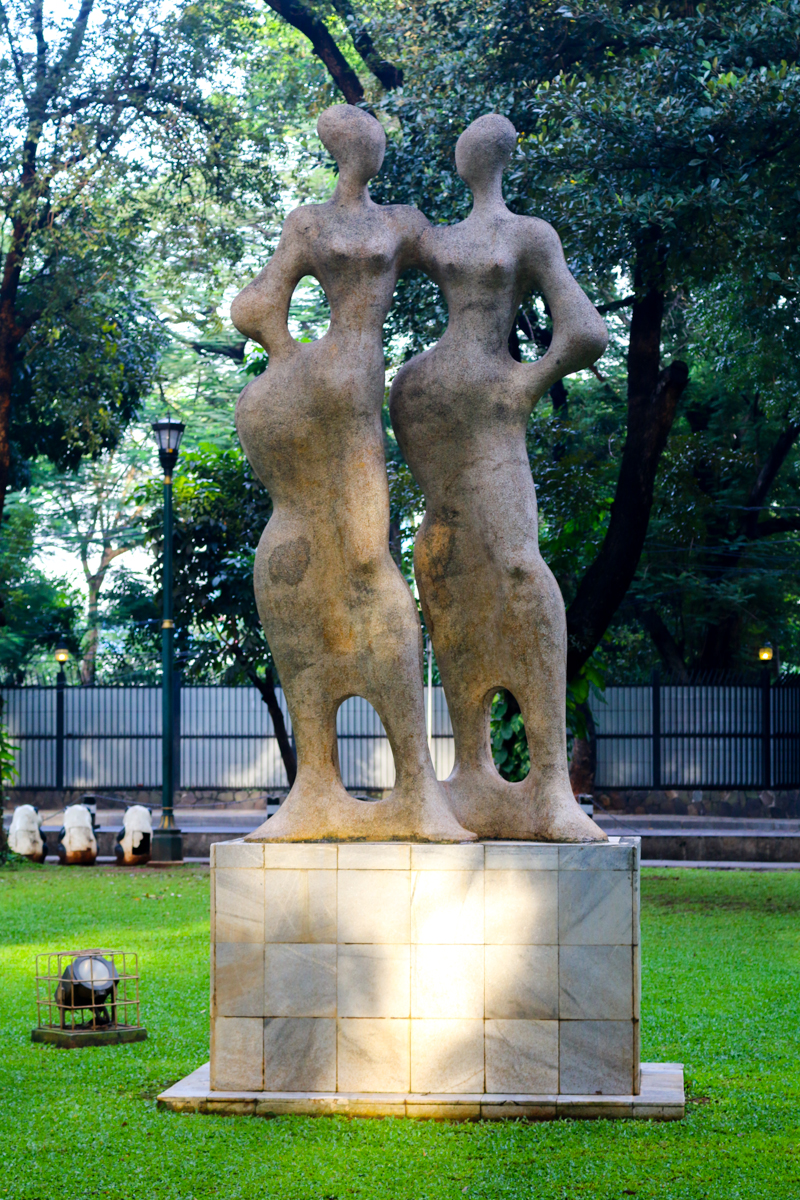
泰国艺术家作品
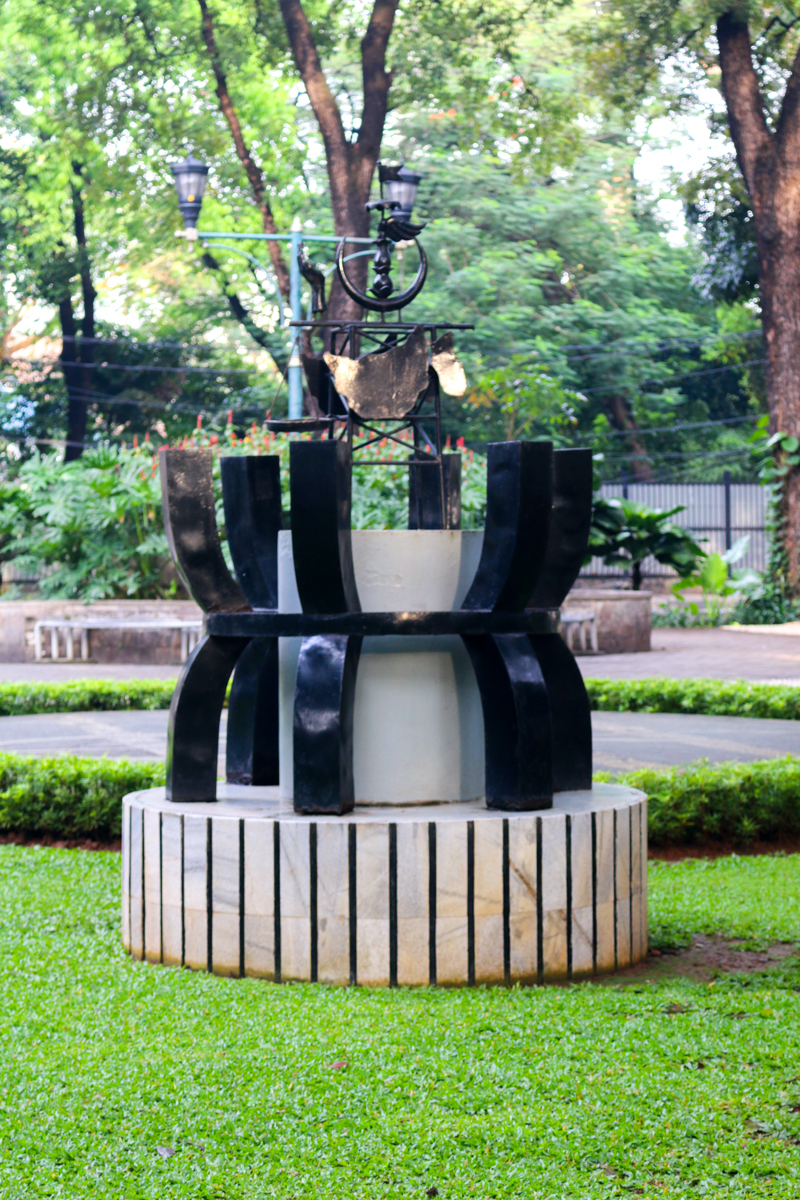
文莱艺术家作品
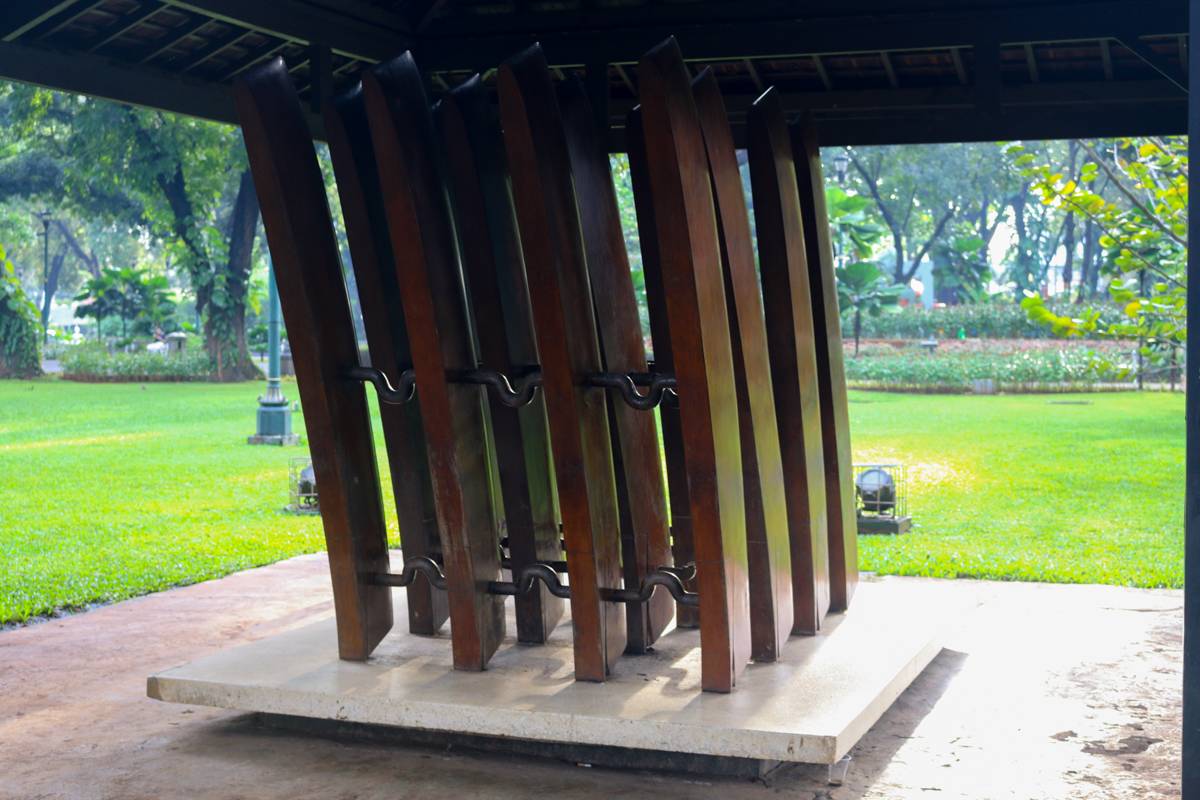
菲律宾艺术家作品